# 首捻り
首捻り（くびひねり）は相撲の日本相撲協会制定決まり手八十二手、決まり手、捻り手の一つである。右（左）腕で相手の首を抱えて左（右）手で相手の差手を抱え、首を抱えた手の方に相手を捻り倒す技。これに対して首を抱えた腕から差し手の方に向かって倒せば首投げとなる。
滅多に出ず、「幻の技」の一つに数えられていたが、平成に入り1996年11月場所6日目、土佐ノ海が貴闘力に対して決めたのを皮切りに、2005年9月場所13日目に朝青龍が琴欧州を、2006年1月場所5日目に黒海が琴欧州を、2007年5月場所13日目に朝赤龍が安美錦を、2014年9月場所12日目（十両の取組）に徳真鵬が旭大星を、2017年1月場所2日目（十両の取組）に宇良が青狼を、同場所4日目（十両の取組）に大奄美が誉富士を、2010年7月場所7日目に玉鷲が木村山を、2019年11月場所4日目に栃ノ心が宝富士を、2021年3月場所14日目に翔猿が高安をそれぞれこの技で下している。また、琴欧洲はこの技で2度敗れた経験を持つ、数少ない力士である。
書籍『相撲四十八手』（1974年）によると首捻りはかつては徳利投げに含まれていた。